# مرکوری تریسر
مرکوری تریسر (Mercury Tracer) خودرویی است که در سال‌های ۱۹۸۸ تا ۱۹۹۹تولید شده‌است.
طراحی آن خودروهای موتور جلو-محور جلو بوده‌است.